# Giulio Ciccone
Giulio Ciccone (Chieti, 20 december 1994) is een Italiaans wielrenner.

## Carrière
In 2015 werd Ciccone in de Ronde van de Aostavallei achter Matvej Mamykin tweede in de koninginnenrit met aankomst op de Breuil-Cervinia. Mede door die prestatie won de Italiaan het bergklassement, wat hem het jaar ervoor ook al lukte.
In 2016 werd Ciccone vierde in de koninginnenrit van de Ronde van Trentino, op veertien seconden van winnaar Mikel Landa. Zijn eerste profoverwinning behaalde hij slechts twee weken later, nota bene in de Ronde van Italië, waar hij in de tiende etappe solo over de streep kwam. Tijdens dezelfde ronde werd bekend dat zijn ploeg Bardiani CSF het contract met Ciccone open wilde breken zodat de renner tot en met 2019 vast zou liggen. Een dag na dat nieuws gaf de 21-jarige renner ziek op. In de Tour de France 2019 nam hij in de zesde etappe op la Planche des Belles Filles, na een lange ontsnapping, de gele trui over van Julian Alaphilippe.

## Overwinningen
2014
Bergklassement Ronde van de Aostavallei
2015
Bergklassement Ronde van de Aostavallei
2016
10e etappe Ronde van Italië
2017
6e etappe Ronde van Utah
2018
Ronde van de Apennijnen
Bergklassement Ronde van Slowakije
2019
2e etappe Ronde van de Haut-Var
16e etappe Ronde van Italië
Bergklassement Ronde van Italië
2020
Trofeo Laigueglia
2022
15e etappe Ronde van Italië
2023
2e etappe Ronde van Valencia
Puntenklassement Ronde van Valencia
2e etappe Ronde van Catalonië
8e etappe Critérium du Dauphiné
Bergklassement Critérium du Dauphiné
Bergklassement Ronde van Frankrijk
2025
1e etappe Ronde van de Alpen
Clásica San Sebastián
5e etappe Ronde van Burgos
Puntenklassement Ronde van Burgos

## Resultaten in voornaamste wedstrijden
| Jaar | Ronde van Italië | Ronde van Frankrijk | Ronde van Spanje |
| ---- | ---------------- | ------------------- | ---------------- |
| 2016 | opgave (1)       |                     |                  |
| 2017 | 95e              |                     |                  |
| 2018 | 40e              |                     |                  |
| 2019 | 16e (1)          | 31e                 |                  |
| 2020 | opgave           |                     |                  |
| 2021 | opgave           |                     | opgave           |
| 2022 | 25e (1)          | 59e                 |                  |
| 2023 |                  | 32e                 |                  |
| 2024 |                  | 11e                 | opgave           |
| 2025 | opgave           |                     |                  |

| Jaar | Milaan-San Remo | Amstel Gold Race | Luik-Bast.‑Luik | Ronde van Lombardije | Waalse Pijl | Clásica San Sebastián |  | WK op de weg |  | Wereldranglijsten |
| ---- | --------------- | ---------------- | --------------- | -------------------- | ----------- | --------------------- |  | ------------ |  | ----------------- |
| 2016 |                 | 36e              |                 |                      |             |                       |  |              |  |                   |
| 2017 |                 | 107e             |                 | 49e                  |             |                       |  |              |  |                   |
| 2018 | 66e             |                  |                 | 41e                  |             |                       |  |              |  |                   |
| 2019 |                 |                  | 34e             | 22e                  | 25e         | 11e                   |  |              |  | 158e (UWR)        |
| 2020 | 30e             |                  |                 | 5e                   |             |                       |  |              |  | 98e (UWR)         |
| 2021 |                 |                  |                 |                      |             | 14e                   |  |              |  |                   |
| 2022 |                 |                  |                 | 15e                  |             |                       |  |              |  |                   |
| 2023 |                 |                  | 13e             |                      | 5e          |                       |  |              |  |                   |
| 2024 |                 |                  |                 | ↑                    |             | 35e                   |  | 25e          |  |                   |
| 2025 | 47e             |                  | ↑               |                      |             | ↑                     |  |              |  |                   |

#### Resultaten in andere etappekoersen
| Jaar | Ronde van de VAE | Parijs-Nice | Tirreno-Adriatico | Ronde van Catalonië | Critérium du Dauphiné | Ronde van Romandië |
| ---- | ---------------- | ----------- | ----------------- | ------------------- | --------------------- | ------------------ |
| 2018 |                  |             |                   |                     |                       |                    |
| 2019 |                  | 37e         |                   | 29e                 |                       |                    |
| 2020 | 19e              |             |                   |                     |                       |                    |
| 2021 |                  |             | 26e               | opgave              |                       |                    |
| 2022 |                  |             | 10e               | 21e                 |                       |                    |
| 2023 |                  |             | 5e                | 7e (1)              | 11e (1)               |                    |
| 2024 |                  |             |                   |                     | 8e                    | 35e                |
| 2025 | ↑                |             | 13e               |                     |                       |                    |

## Ploegen
- 2016 –  Bardiani CSF
- 2017 –  Bardiani CSF
- 2018 –  Bardiani CSF
- 2019 –  Trek-Segafredo
- 2020 –  Trek-Segafredo
- 2021 –  Trek-Segafredo
- 2022 –  Trek-Segafredo
- 2023 –  Trek-Segafredo
- 2024 –  Lidl-Trek
- 2025 –  Lidl-Trek

Andreetta · Barbin · Boem · Bongiorno · Chirico · Ciccone · Colbrelli · Maestri · Pirazzi · Rota · Ruffoni · Simion · L.Sterbini · S.Sterbini · Tonelli · Velasco · Zardini
Albanese · Andreetta · Barbin · Boem · Bresciani · Ciccone · Maestri · Maronese · Pacinotti · Pirazzi · Rota · Ruffoni · Simion · Sterbini · Tonelli · Velasco · Wackermann · Zardini · Fortunato (stagiair) · Orsini (stagiair)
Albanese · Andreetta · Barbin · Bresciani · Carboni · Ciccone · Guardini · Maestri · Maronese · Orsini · Rota · Savini · Senni · Simion · Sterbini · Tonelli · Wackermann
Beppu · Bernard · Brambilla · Ciccone · Clarke · Conci · Degenkolb · Eg · Felline · Frame · Gogl · Irizar (actief t/m 3 augustus) · Kirsch · de Kort · Mollema · Mosca (vanaf 1 augustus) · Moschetti · Mullen · Pantano · Pedersen  · Porte · Reijnen · Skujiņš · Stetina · Stuyven · Theuns · Debeaumarché (stagiair) · López (stagiair) · Quarterman (stagiair)
Bernard · Brambilla · Ciccone · Clarke · Conci · De Kort · Eg · Elissonde · Kamp · Kirsch · Liepiņš · López · Mollema · Mosca · Moschetti · Mullen · A. Nibali · V. Nibali · Pedersen  · Porte · Quarterman · Reijnen · Ries · Simmons · Skujiņš · Stuyven · Theuns · Weening (vanaf 5 juni) · Fancellu (stagiair) · Skjelmose Jensen (stagiair) · Tiberi (stagiair)
Bernard · Brambilla · Ciccone · Conci · Eg · Egholm · Elissonde · Gebreigzabhier · Kamp · Kirsch · De Kort  · Liepiņš · López · Mollema · Mosca · Moschetti · Mullen · A. Nibali · V. Nibali · Pedersen · Quarterman · Reijnen · Ries · Simmons · Skjelmose Jensen · Skujiņš · Stuyven · Theuns · Tiberi · Baroncini (stagiair) · Hellemose (stagiair) · Hoole (stagiair)
Aberasturi · Baroncini · Bernard · Brambilla · Brustenga · Cataldo · Ciccone · Egholm · Elissonde · Gallopin · Gebreigzabhier· Hellemose · Hoelgaard · Hoole · Kamp · Kirsch · Liepiņš · López · Mollema · Mosca · Moschetti · Pedersen · Pellaud · Simmons · Skjelmose Jensen · Skujiņš · Stuyven · Theuns · Tiberi · Tolhoek · Vergaerde · Nys (stagiair) · Vacek (stagiair)
Aberasturi · Baroncini · Bernard · Brustenga · Cataldo · Ciccone · Elissonde · Gallopin · Gebreigzabhier · Hellemose · Hoelgaard · Hoole · Kirsch · Liepiņš · López · Mollema · Mosca · Nys · Mad.Pedersen · Simmons · Skjelmose · Skujiņš · Stuyven · Tesfatsion · Theuns · Tiberi (tot 28/4) · Tolhoek · Vacek · Vergaerde · Aebersold (stagiair) · Mar.Pedersen (stagiair) · Teutenberg (stagiair)
Bagioli · Bernard · Cataldo · Ciccone · Consonni · Declercq · Felline · Geoghegan Hart · Ghebreigzabhier · Gibbons · Hoole · Kirsch · Konrad · López · Milan · Mollema · Mosca · Nys · Oomen · Pedersen · Simmons · Skjelmose · Skujiņš · Stuyven · Tesfatsion · Theuns · Vacek · Vergaerde · Verona · Ronhaar (stagiair)